# 파일 교환 프로토콜
파일 교환 프로토콜(File eXchange Protocol, FXP 또는 FXSP)은 FTP를 사용하여 한 원격 서버에서 다른 원격 서버로(서버 간) 데이터를 전송하는 데이터 전송 방식으로, 클라이언트 연결을 통해 데이터를 라우팅하지 않는다. 기존 FTP는 단일 서버와 단일 클라이언트를 사용하며, 모든 데이터 전송은 두 서버 간에 이루어진다. FXP 세션에서 클라이언트는 두 서버에 표준 FTP 연결을 유지하고, 두 서버 중 하나를 다른 서버에 연결하여 데이터 전송을 시작할 수 있다. FTP보다 FXP를 사용하는 이점은 고대역폭 서버가 다른 고대역폭 서버의 리소스를 필요로 하지만, 원격에서 작업하는 네트워크 관리자와 같이 저대역폭 클라이언트만 두 서버의 리소스에 액세스할 수 있는 경우 두드러진다.

## 위험
FXP(.RVL) 지원을 활성화하면 서버가 FTP 바운스(bounce)라는 공격에 취약해질 수 있다. 이로 인해 FTP 서버 소프트웨어는 기본적으로 FXP를 비활성화하는 경우가 많다. 일부 사이트는 이러한 위험을 제한하기 위해 신뢰할 수 있는 사이트로 IP 주소를 제한한다.

## 같이 보기
- 파일 전송 프로토콜
- FTP 서버 소프트웨어 목록
- TFTP
- SSH 파일 전송 프로토콜
- FTPS